# Дийн Уолстънхолм
Дийн Уолстънхолм (на английски: Dean Wolstenholme) е британски художник, творил от края на 18 до 30-те години на 19 век. Картините му изобразяват най-вече ловни сцени и пасторални пейзажи. Много често на тях са изобразени хрътки, или големи стълкновения от хора, подготвящи се за лов в равнинни местности. Цветовете в картините му са наситени, а фигурите – по-опростени, поради което творбите на Уолстънхолм понякога са разглеждани като преходни между по-старото поколение художници и по-новото поколение, повлияно от Романтизма.